# Carsten Hübner
Carsten Hübner (* 19. Juli 1969 in Lehrte bei Hannover) ist ein ehemaliger deutscher Politiker der PDS und freier Journalist u. a. für die Tageszeitung Neues Deutschland.
Nachdem Hübner 1988 die Neue Oberschule in Braunschweig mit Abitur beendet hatte, leistete er von 1989 bis 1990 seinen Zivildienst in einer Altenpflegeeinrichtung. Anschließend studierte er Politik- und Erziehungswissenschaften an der TU Braunschweig. Hier war er mehrere Semester als AStA-Vorsitzender tätig. Von 1996 bis 1998 arbeitete er als wissenschaftlicher Mitarbeiter für die PDS-Landtagsfraktion in Thüringen in den Bereichen Rechtsextremismus, Migrationspolitik, Jugend und Berufsausbildung.
1996 trat Hübner der PDS-Thüringen bei. Er war u. a. innenpolitischer Sprecher des PDS-Landesverbandes Thüringen und später Mitglied im Bundesvorstand der Partei.
1998 übersprang die PDS erstmals die 5-Prozent-Hürde und zog mit 36 Abgeordneten in den Bundestag ein. Hübner wurde über die Landesliste Thüringen gewählt und gehörte dem Parlament bis 2002 an. In dieser Zeit war er Sprecher und Obmann seiner Fraktion in den Ausschüssen für Menschenrechte und für Wirtschaftliche Zusammenarbeit und Entwicklung. 2002 unterlag Hübner bei der Listenaufstellung im Landesverband Thüringen Uwe Hiksch und zog sich einige Zeit später aus der aktiven Parteipolitik zurück. Er zählt zum undogmatischen linken Flügel der Partei.
Carsten Hübner ist Mitglied der Vereinigung der Verfolgten des Naziregimes/Bund der Antifaschisten und war Mitglied im Landessprecherrat des TVVdN/BdA. In Thüringen engagierte sich Hübner im Rahmen der AG Junge Genossinnen und später des ju.li.th-Netzwerkes. Dem 1999 gegründeten Jugendverband ['solid] schloss er sich nicht an. Hübner ist Mitglied der Gewerkschaft ver.di.

## Publikationen
- Europas Rechtspopulisten auf dem Vormarsch. Online auf der Website der Bundeszentrale für politische Bildung vom 9. Juni 2009.
- Europas Rechte ein Jahr vor der Europawahl 2014. Online auf der Website des Antifaschistischen Infoblattes vom 27. Juni 2013.